# Barabbas (1953)
Barabbas är en svensk film från 1953 baserad på Pär Lagerkvists roman och pjäs Barabbas.

## Handling
Barabbas friges i samband med Jesu korsfästelse. Han försöker att ta reda på vem Jesus egentligen var.

## Om filmen
Filmen spelades in mellan mars och augusti 1952 på ett flertal platser i Sverige, Italien och Israel. Den hade premiär den 24 april 1953 på filmfestivalen i Cannes. Den svenska premiären var den 5 maj samma år. Filmen är tillåten från 15 år. Filmen har visats i SVT, bland annat i april 2020.

## Rollista (urval)
- Ulf Palme - Barabbas
- Gordon Löwenadler - soldat vid fängelset i Jerusalem
- Tor Bergner - soldat vid fängelset i Jerusalem
- Ulf Johanson - Josef från Arimatea
- Birgitta Valberg - Veronika från Cyrene
- Barbro Hiort af Ornäs - Maria från Magdala
- Segol Mann - Johannes
- Eva Dahlbeck - sörjande moder
- Gabriel Rosén - soldaten med svampen på lansen
- Gregor Dahlman - rövaren på vänstra korset
- Gösta Holmström - soldat på Golgata
- Holger Kax - sörjande vid Jesu kors
- Hans Strååt - Simon av Cyrene
- Inge Wærn - den harmynta
- Sif Ruud - innehavarinna av glädjehus i Jerusalem
- Holger Löwenadler - medlem av Barabbas rövarband
- Lissi Alandh - sköka i glädjehuset
- Yvonne Lombard - sköka i glädjehuset
- Hariette Garellick - sköka i glädjehuset
- Stig Olin - medlem av Barabbas rövarband
- Erik Strandmark - Petrus
- Albin Erlandzon - gammal man som samtalar med Petrus
- Erik Hell - man i Jerusalem
- Erik Forslund - hans åldrige följeslagare
- Jarl Kulle - spetälske i Dödens dal
- Hugo Björne - blind i Dödens dal
- Olle Hilding - äldre krukmakare
- Jan-Olof Strandberg - yngre krukmakare
- Gregor Dahlman - arbetare i krukmakeriet
- Gunnar Hellström - arbetare i kurkmakeriet
- Adèle Lundvall - kvinnan vid brunnen i krukmakeriet
- Per Oscarsson - ynglingen som visar vägen till Lazarus
- Georg Årlin - Lazarus
- Tom Walter - mannen i cellfönstret som pekar ut Barabbas
- Gösta Holmström - man i Krukmakaregränd som pekar ut Barabbas
- Olof Sandborg - åklagaren i templet
- Fritz Udén - skriftlärd i templet
- John W. Björling - skriftlärd i templet
- Sven Magnusson - hänryckt på de kristnas möte
- Eric Gustafsson - man på de kristnas möte
- Palle Granditsky - man på de kristnas möte
- Emy Storm - kvinna på de kristnas möte
- Anna-Lisa Fröberg - kvinna på de kristnas möte
- Göthe Grefbo - man på de kristnas möte
- Tor Isedal - man på de kristnas möte
- Svenerik Perzon - man på de kristnas möte
- Helga Brofeldt - den harmyntas mor
- Sture Ericson - den harmyntas far
- Gösta Gustafson - eremiten i öknen
- Peter Lindgren - soldat som överfalls av rövarbandet
- Rune Stylander - medlem av Barabbas rövarband
- Gösta Prüzelius - medlem av Barabbas rövarband
- Mats Björne - medlem av Barabbas rövarband
- Olof Nissmar - medlem av Barabbas rövarband
- Margaretha Krook - kvinna i rövarnas grotta
- Olof Widgren - Sahak, slav på Cypern
- Gunnar Sjöberg - uppsyningsman i koppargruvan på Cypern
- Torsten Lilliecrona - uppsyningsman i koppargruvan på Cypern
- Kolbjörn Knudsen - uppsyningsman i koppargruvan på Cypern
- Alexander Baumgarten - uppsyningsman i mjölkvarnen på Cypern
- Manne Grünberger - blind slav i kvarnen på Cypern
- Toivo Pawlo - enögd slav i kvarnen på Cypern
- Anders Henrikson - den romerske prokuratorn på Cypern
- Henrik Schildt - prokuratorns ceremonimästare
- Charles White - svart slav hos prokuratorn
- Olof Thunberg - soldat vid Sahaks kors
- Alexander Baumgarten - präst i Isistemplet i Rom
- Segol Mann - kristen i slavkällaren i Rom
- Sven-Eric Gamble - kristen i slavkällaren i Rom
- Georg Skarstedt - nattvakten i slavkällaren i Rom
- Åke Grönberg - fångvaktaren i Rom
- Palle Granditsky - kristen i fängelset i Rom
- Ellika Mann - kristen i fängelset i Rom
- Carl Ericson - kristen i fängelset i Rom
- Martha Colliander - kristen i fängelset i Rom
- Ulf Qvarsebo - kristen i fängelset i Rom
- Emy Storm - kristen i fängelset i Rom
- Lillemor Biörnstad - kristen i fängelset i Rom
- Åke Lindström - kristen i fängelset i Rom
- Gösta Prüzelius - kristen i fängelset i Rom
- Gustaf Hiort af Ornäs - kristen i fängelset i Rom
- Eva Dahlbeck - gammal kvinna vid Barabbas kors
- Ulla Smidje - ung kvinna vid Barabbas kors

### Medverkande endast i filmens långa version (urval)
- Astrid Bodin - Barabbas mor
- Hans Strååt - mannen i skökornas hus
- Åke Fridell - Eliahu, rövare, Barabbas far
- Birger Åsander - rövare
- Gustaf Malmgren - rövare
- Harry Dahlgren - rövare
- Tor Isedal - rövare
- Jan-Olof Rydqvist - rövare
- Gunnel Wadner - kvinna i rövarbandet
- Torgny Anderberg - anförare av soldaterna